# Сребрни олтар краља Милутина у цркви Светог Николе у Барију
Сребрни олтар краља Милутина у цркви Светог Николе у Барију, један је од поклона који су Немањићи поклонили овом храму, због поштовања Светог Николе. Олтар је и данас у тој цркви.

## Историја
Првобитно је на олтару био ктиторски натпис на латинском, који је касније уклоњен. Олтар је тежак 600 kg и направљен је од сребра из Новог Брда.
Иван Јастребов наводи податак да је у Барију у цркви Светог Николе натпис из 1319. године који, доказује да је Стефан Милутин владао и Албанијом. Дио натписа гласи: Rex Rassiae et Diocleae, Albaniae, Bulgariae ac totius martimae de culfo Adria a mari usque ad flumen Danibii magni.
Овај натпис на латинском на сребрном олтару, у којем се он спомиње као владар од Јадрана до Дунава, је приликом рестаурације 1684. уклоњен и нестао је. Комплетан текст натписа је објавио Кукуљевић. Пријевод на српски језик гласи: Године Господње хиљаду триста деветнаесте, у јуну мјесецу, индикта другог, Урош краљ Рашке и Дукље, Албаније, Бугарске и читавог Приморја, од Јадранског залива на мору, до ријеке Дунава Великог, поклања овај олтар од сребра, велику сребрну икону и куполу изнад олтара, велика кандила и свијећњаке израђене од сребра, у славу Божију и његовог блаженог Николаја. Обраду Астанти Которанину, сину Систава, вјерном и искусном, речени краљ повјерио је ово дјело. А ми, протомајстор Рогер из Инуиље и мајстор Роберт из Барула све наведене послове започели смо поменутог мјесеца јуна и до краја мјесеца марта наредне године, индикта трећег, завршили смо повјерено.
Константин Јиричек је сматрао да су Немањићи обасипали поклонима ову поклоничку цркву Светог Николе у Барију у Апулији, због јаких веза Котора и Барија. У том историјском периоду католички Котор црквено није био ни под Дубровником, нити под српском примасијом у Бару, већ под италијанским Баријем. Први Србин, дародавац те цркве, био је Стефан Немања. Краљица Јелена Анжујска је даровала икону Светог Николе, на којој је приказана клечећи пред свецем између своја два сина, са латинским натписом. Краљ Милутин је поклонио сребрни олтар за подземну капелу, крипту, гдје су мошти Светог Николе. Крипта је обновом у 17. вијеку потпуно преиначена. Поред олтара је поклонио и икону Светог Николе, на дрвету, украшену сребрним оковом и златним везом, која се чува у ризници храма. Затим се нижу поклони Стефана Дечанског, а цар Душан је овој цркви намијенио 200 перпера годишње од дубровачког дохотка, са обавезом цркви да се моле за душу његовог оца, дједа, њега, његове жене и њиховог сина. Тај дар потврдио је касније и цар Урош, што су Дубровчани касније (1363.) одбили, јер каптолски изасланици нису понијели вјеровна писма од цара.